# Pronoe (Tochter des Nereus)
Pronoe (altgriechisch Προνόη Pronóē, deutsch ‚die Vorsorgende, die Vorausdenkerin‘) ist in der griechischen Mythologie eine Nereide, eine Tochter des Nereus und der Doris.
Nach Hesiod, Fragment 4 lautet der Name eine der Gattinen des Prometheus ebenfalls Pronoe.